# Luigi Capello
Luigi Capello (14. dubna 1859 Intra - 25. června 1941 Řím) byl italský generál bojující v italsko-turecké a první světové válce.
Narodil se v relativně chudých poměrech v severoitalském městě Intra (dnešní Verbania. Vstoupil do armády a během války Itálie s Osmanskou říší se zúčastnil bojů v okolí Derny. V roce 1914 byl povýšen do hodnosti generálporučíka a po vyhlášení války Rakousko-Uhersku se zúčastnil bojů světové války na italské frontě, především bitev na Soči. Podílel se na dobytí Gorizie v rámci šesté a obsazení Banjšické náhorní plošiny během jedenácté bitvy na Soči. Tyto úspěchy proti němu popudily vrchního italského velitele Luigiho Cadornu. Po neočekávaném náporu Ústředních mocností a porážce Italů u Caporetta byl Capello 8. února 1918 odvolán ze všech vojenských funkcí a odešel do důchodu.
Po válce se jako jeden z prvních připojil k fašistickému hnutí a v roce 1922 se zúčastnil Pochodu na Řím. Kvůli členství u Svobodných zednářů, ke kterému se veřejně hlásil, se však později dostal do sporu s fašisty. Byl obviněn z účasti na neúspěšném pokusu o atentát na Benita Mussoliniho a v roce 1927 byl v Turíně odsouzen k třiceti letům vězení. Propuštěn byl nakonec v roce 1936. Závěr života strávil v Římě, kde zemřel v roce 1941.